# Nymphuliella
Nymphuliella là một chi bướm đêm thuộc họ Crambidae.